# Sul de Roraima
Sul de Roraima is een van de twee mesoregio's van de Braziliaanse deelstaat Roraima. Zij grenst aan de mesoregio's Norte de Roraima, Centro Amazonense (AM), Norte Amazonense (AM) en Baixo Amazonas (PA). De mesoregio heeft een oppervlakte van ca. 125.752 km². In 2006 werd het inwoneraantal geschat op 80.389.
Twee microregio's behoren tot deze mesoregio:
- Caracaraí
- Sudeste de Roraima

Mesoregio's: Norte de Roraima · Sul de Roraima

Microregio's: Boa Vista · Caracaraí · Nordeste de Roraima · Sudeste de Roraima